# Benoît Bouchard
Hon. Benoît Bouchard, PC, CM (* 16. Juli 1940 in Roberval, Québec) ist ein ehemaliger kanadischer Politiker der progressiv-konservativen Partei, der unter anderem im 24. kanadischen Kabinett 1985 geschäftsführender Minister für Kommunikation, von 1986 bis 1988 Minister für Beschäftigung und Einwanderung, zwischen 1988 und 1990 Verkehrsminister, von 1990 bis 1991 Minister für Industrie, Wissenschaft und Technologie sowie zwischen 1991 und 1993 Minister für nationale Gesundheit und Wohlfahrt war. Er war zwischen 1984 und 1993 Mitglied des Unterhauses und nach seinem Ausscheiden aus dem Parlament von Kanada von 1993 bis 1996 Botschafter in Frankreich. Darüber hinaus fungierte er von 1996 bis 2001 als Präsident der Transportsicherheitsberhörde TSB/BST (Transportation Safety Board of Canada/Bureau de la sécurité des transports du Canada).

## Leben

### Unterhausabgeordneter und Minister im Bundeskabinett
Benoît Bouchard war ursprünglich Lehrer, Schulrektor und Hochschullehrer. Sein politisches Engagement begann er in der Kommunalpolitik als er von 1973 bis 1980 Beigeordneter (Alderman) seiner Geburtsstadt Roberval war. Bei der Unterhauswahl am 4. September 1984 wurde er für die Progressiv-konservative Partei Kanadas im Wahlkreis Roberval mit 22.981 Stimmen zum Mitglied des Unterhauses von Kanada gewählt. Im daraufhin von Premierminister Brian Mulroney gebildeten 24. kanadischen Kabinett übernahm er am 17. September 1984 den Posten als Staatsminister im Verkehrsministerium. Dieses Amt hatte er bis zum 19. August 1985 inne und fungierte danach als Nachfolger von Walter McLean vom 20. August 1985 bis zu seiner Ablösung durch David Crombie am 29. Juni 1986 zudem als Staatssekretär für Kanada. Daneben war er zwischen dem 26. September und dem 29. November 1985 auch kommissarischer Minister für Kommunikation. Im Zuge einer Regierungsumbildung übernahm er am 30. Juni 1986 von Flora Isabel MacDonald das Amt als Minister für Beschäftigung und Einwanderung, welches er bis zu seiner Ablösung durch Barbara McDougall am 30. März 1988 bekleidete. Er selbst wurde im Zuge dieser Regierungsumbildung am 31. März 1988 Nachfolger von John Crosbie als Verkehrsminister und behielt dieses Amt bis zum 22. Februar 1990, woraufhin Douglas Lewis ihm nachfolgte.
Bei der Unterhauswahl am 21. November 1988 wurde Bouchard im Wahlkreis Roberval mit 26.717 Stimmen erneut zum Mitglied des Unterhauses gewählt und gehörte diesem bis zu seinem Mandatsverzicht am 17. Juni 1993 an. Er fungierte vom 30. Januar 1989 bis zum 20. April 1991 als Vize-Vorsitzender des Kabinettsausschusses für Beziehungen zwischen dem Bund und den Provinzen und übernahm am 23. Februar 1990 das neu geschaffene Amt als Minister für Industrie, Wissenschaft und Technologie. Dieses behielt er ebenfalls bis zum 20. April 1991 und wurde danach von Michael Wilson abgelöst. Er war des Weiteren vom 21. Mai 1990 bis 1993 verantwortlicher Kabinettsminister für Québec und die regionale Entwicklung dieser Provinz. Im Zuge einer neuerlichen Regierungsumbildung löste er am 21. April 1991 Perrin Beatty als Minister für nationale Gesundheit und Wohlfahrt ab und verblieb in dieser Position bis zum 17. Juni 1993. Zusätzlich war er zwischen dem 21. April 1991 und dem 3. Januar 1993 Vize-Vorsitzender des Kabinettsausschusses für die Kanadische Einheit und Verfassungsverhandlungen sowie außerdem vom 21. April 1991 bis zum 24. Juni 1993 Vize-Vorsitzender des Kabinettsausschusses für Umweltangelegenheiten.

### Botschafter in Frankreich und Präsident der Transportsicherheitsberhörde
Nach seinem Ausscheiden aus Kabinett und Unterhaus wurde Benoît Bouchard am 18. Juni 1993 zum Botschafter in Frankreich ernannt, wo er als Nachfolger von Claude Talbot Charland seine Akkreditierung überreichte. Er verblieb auf diesem diplomatischen Posten bis 1996 und wurde danach von Jacques Roy abgelöst.
Nach seiner Rückkehr wurde er von Premierminister Jean Chrétien zum Präsidenten der Transportsicherheitsberhörde TSB/BST (Transportation Safety Board of Canada/Bureau de la sécurité des transports du Canada) ernannt und damit zum Nachfolger von John W. Stants. Er hatte diese Funktion bis 2001 inne, woraufhin der frühere Premierminister von New Brunswick Camille Thériault seine Nachfolge antrat. Der erste große Fall, in dem das TSB tätig wurde, war der Absturz von Swissair-Flug 111 am 2. September 1998. Eine McDonnell Douglas MD-11 stürzte an diesem Tag nach einem Kabelbrand in den Atlantik, wobei alle 229 Menschen an Bord starben. Das TSB legte am 27. März 2003 einen Bericht vor, die Erstellung kostete 57 Millionen Kanadische Dollar.
Benoît Bouchard hat seinem Land über Jahrzehnte gedient und war bekannt als Vermittler, der als Bundespolitiker verschiedene Ressorts verantwortete. Er zeichnete sich insbesondere als Vorsitzender des Transportation Safety Board of Canada aus und trug dazu bei, dessen Ruf durch die Qualität seiner Untersuchungen und die Förderung der Sicherheit aufzubauen. Er war auch als guter Zuhörer bekannt, der sein diplomatisches Talent als Botschafter in Frankreich und als Chefunterhändler des Bundes bei territorialen Verhandlungen mit den Innu in Québec einsetzte. Er wurde am 3. November 2011 in Anerkennung dieser Verdienste zum Mitglied des Order of Canada (CM) ernannt und bekam diese Auszeichnung offiziell am 25. Mai 2012. Seit 2013 ist er kanadischer Kommissar der Internationalen Gemeinsamen Kanadisch-US-amerikanischen Kommission für Grenzgewässer.